# Psellocoptus buchlii
Psellocoptus buchlii là một loài nhện trong họ Corinnidae.
Loài này thuộc chi Psellocoptus. Psellocoptus buchlii được miêu tả năm 1971 bởi Reiskind.